# Чесний чоловік
«Чесний чоловік» (фр. L'Homme fidèle) — французька романтична комедія 2018 року, поставлена актором і режисером Луї Гаррелем. Світова прем'єра стрічки відбулася 9 вересня 2018 року на 43-му Міжнародному кінофестивалі у Торонто, де вона брала участь у програмі «Спеціальні презентації» .
Прем'єра фільму в Україні відбулася 31 січня 2018 року в рамках 14-го фестивалю «Вечори французького кіно», організованого Посольством Франції в Україні, Французьким інститутом в Україні та компанією Артхаус Трафік. Вихід стрічки в широкий український прокат запланований на 14 березня 2019 року.

## Сюжет
Дев'ять років тому Маріанна пішла від Абеля до його найкращого друга і батька своєї майбутньої дитини Поля. Коли Поль помер, вона повернулася до колишнього коханого, який прийняв її разом з маленьким сином. Але щасливому возз'єднанню заважає юна сестра Поля, потай закохана в Абеля. Тим часом сам Абель задається питанням, що ж сталося з його покійним другом?

## У ролях
| • Луї Гаррель      | … | Абель                    |
| • Летиція Каста    | … | Маріанна                 |
| • Лілі-Роуз Депп   | … | Ева                      |
| • Жозеф Енгель     | … | Жозеф                    |
| • Бакарі Сангаре   | … | власник ресторану        |
| • Владислав Галард | … | доктор Півон             |
| • К'яра Карр'єр    | … | підмайстриня в ресторані |
| • Діана Курсей     | … | Ева у 13 років           |
| • Далі Бенсаллах   | … | помічник політика        |
| • Артур Ігуаль     | … | друг на похороні         |

## Знімальна група
- Автори сценарію — Луї Гаррель, Жан-Клод Карр'єр
- Режисер-постановник — Луї Гаррель
- Продюсери — Паскаль Кочето, Грегуар Сорлат
- Виконавчі продюсери — Мартін Кассінеллі, Мелісса Малінбаум
- Оператор — Ірина Любчанськи
- Монтаж — Жоель Аш
- Художник-постановник — Жан Рабасс
- Художник-костюмер — Барбара Лойсон
- Підбір акторів — Крістель Бара

## Нагороди та номінації
| Список нагород та номінацій                | Список нагород та номінацій | Список нагород та номінацій                | Список нагород та номінацій   | Список нагород та номінацій | Список нагород та номінацій |
| Кінофестиваль/Кінопремія                   | Рік                         | Категорія                                  | Номінант(и)                   | Результат                   | Дж                          |
| ------------------------------------------ | --------------------------- | ------------------------------------------ | ----------------------------- | --------------------------- | --------------------------- |
| Міжнародний кінофестиваль у Сан-Себастьяні | 2018                        | Золота мушля за найкращий фільм            | Чесний чоловік                | Номінація                   |                             |
| Міжнародний кінофестиваль у Сан-Себастьяні | 2018                        | Найкращий сценарій                         | Луї Гаррель, Жан-Клод Карр'єр | Перемога                    |                             |
| Європейський кінофестиваль в Лез-Арк       | 2018                        | Золота стріла за найкращий оповідний фільм | Чесний чоловік                | Номінація                   |                             |
| Кінофестиваль у Глазго                     | 2018                        | Приз глядацьких симпатій                   | Чесний чоловік                | Номінація                   |                             |
| Приз Луї Деллюка                           | 2018                        | Найкращий фільм                            | Чесний чоловік                | Номінація                   |                             |
| Премія «Сезар»                             | 22.02.2019                  | Найперспективніша акторка                  | Лілі-Роуз Депп                | Номінація                   | [ 4 ]                       |